# Branding in Seongsu
Branding in Seongsu (en hangul, 브랜딩 인 성수동; romanización revisada, Beuraending in seongsudong; McCune-Reischauer, Pŭraending in sŏngsudong) es una serie de televisión web surcoreana creada y coescrita por Choi Sun-mi, dirigida por Jung Heon-soo, y protagonizada por Kim Ji-eun, Lomon, Yang Hye-ji y Kim Ho-young. Se lanzó en la plataforma  U+ Mobile TV el 5 de febrero de 2024. Está disponible también en Viki para algunas regiones del mundo.

## Sinopsis
Después de haber pasado la mayor parte de su vida aprovechándola al máximo, nada hacía presagiar que So Eun-ho aceptara un trabajo exigente. Sin embargo, es exactamente eso lo que hace al aceptar una plaza de prácticas en la agencia de marketing Seongsu. Aunque destaca por su aspector físico, no todos en la agencia aprecian su actitud relajada. Kang Na-eon, la jefa de equipo de marketing más joven de la agencia, ha tenido que hacer grandes sacrificios personales para llegar a donde se encuentra hoy. Comenzó como reclutadora y gracias a sus esfuerzos ascendió a su posición actual. Cada proyecto en el que participaba se ha convertido en un éxito, lo que ha hecho de ella una leyenda de la industria; pero su estricta ética laboral no le permite tolerar a pasantes impertinentes como Eun-ho.
A pesar de su aborrecimiento mutuo y sus innumerables diferencias, las vidas de Eun-ho y Na-eon terminan implicándose mutuamente de manera inexplicable, cuando un inesperado beso hace que sus almas intercambien de cuerpo. Ahora están obligados a vivir en el cuerpo del otro, y tienen que aprender a apreciarse y respetarse.

## Reparto

### Principal
- Kim Ji-eun como Kang Na-eon, la jefa de equipo de marketing más joven, una leyenda en la industria debido a que tiene éxito en cada proyecto que toca, aunque eso implica que haya dejado de lado cosas como la amistad y el amor.[4][5]
- Lomon como So Eun-ho; después de llevar una vida despreocupada y ligera, entró tardíamente en el mercado laboral, y encontró una plaza de prácticas en la agencia, donde choca con una jefa adicta al trabajo.[4][6][7]
- Yang Hye-ji como Do Yu-mi, compañera y amiga de Na-eon, es una empleada de mercadeo guapa y alegre, pero también ambiciosa y obsesionada por la comparación con esta.[1][8][9]
- Kim Ho-young como Cha Jeong-woo, director de arte de la agencia Seongsu y novio de Na-eon desde hace ocho años. Un «hombre alfa» perfecto en todo.[10]

### Secundario
- Jung Yi-rang como Ri Yeong-ae, una veterana especialista en mercadeo que ha estado en la agencia desde su fundación, pero que fue dejada de lado por los más empleados más jóvenes.[11]
- Jeon Joon-ho como Rex, una persona especial que tiene un doble trabajo, pues, además del que hace día a día, participa en espectáculos como una refinada drag queen.[12][13]
- Lee Kwang-hee como Hwang Jae-ha, un joven encantador de la tercera generación de una familia chaebol, descarado pero imposible de odiar.[14][15]
- Chae Soo-ah como Jenny, una influyente representante de la generación Z, miembro de la agencia Seongsu que ingresó al equipo desvalido cuando se hubo graduado de la escuela secundaria.[16]
- Kim Young-jae como Seong Su-dong, compañero de clase de So Eun-ho, el pasante de mayor edad en la agencia de marketing. Es una persona talentosa con una apariencia y personalidad geniales, que escucha y simpatiza con Eun-ho.[17][18]

### Apariciones especiales
- Shin Hyun-soo como el director ejecutivo de la marca de belleza XU.[19]

## Banda sonora original
La banda sonora original de la serie fue producida por Blending Co. Ltd y Studio, se presentó el 1 de febrero de 2024, e incluye temas interpretados por Bang Ye-dam (en su primera contribución a una BSO desde su debut), U Sung-eun, March, Yeonjung (vocalista principal de WJSN), y Bora (vocalista principal de Cherry Bullet).
| Parte | Fecha de publicación                                                                | Título                                                                              | Letra                                                                               | Música                                                                              | Artista                                                                             | Dur.                                                                                | Ref.                                                                                |
| ----- | ----------------------------------------------------------------------------------- | ----------------------------------------------------------------------------------- | ----------------------------------------------------------------------------------- | ----------------------------------------------------------------------------------- | ----------------------------------------------------------------------------------- | ----------------------------------------------------------------------------------- | ----------------------------------------------------------------------------------- |
| 1     | 8 de febrero de 2024                                                                | «On My Hill»                                                                        | Kim Ho-kyung                                                                        | Jung Seung-hyun, Park Tae-hyun                                                      | U Sung-eun                                                                          | 3:16                                                                                | [ 21 ] [ 22 ]                                                                       |
| 2     | 15 de febrero de 2024                                                               | «Lemon»                                                                             | Kim Ho-kyung                                                                        | Jung Seung-hyun, Park Tae-hyun                                                      | Yeonjung (WJSN)                                                                     | 3:52                                                                                | [ 23 ] [ 24 ]                                                                       |
| Notas | Las canciones de la banda sonora tienen una versión instrumental de igual duración. | Las canciones de la banda sonora tienen una versión instrumental de igual duración. | Las canciones de la banda sonora tienen una versión instrumental de igual duración. | Las canciones de la banda sonora tienen una versión instrumental de igual duración. | Las canciones de la banda sonora tienen una versión instrumental de igual duración. | Las canciones de la banda sonora tienen una versión instrumental de igual duración. | Las canciones de la banda sonora tienen una versión instrumental de igual duración. |

## Producción
Branding in Seongsu está producida y planeada por Studio X+U, la productora de LG U+, con Studio Vplus y Higround como coproductoras; LG U+ es el único operador de telefonía móvil surcoreano que cuenta con un servicio de contenidos audiovisuales y lleva poco tiempo en funcionamiento, por lo que es difícil evaluar su popularidad e incidencia en el mercado. Está tratando de hacerse un hueco entre otros servicios de streaming mucho más asentados produciendo contenido original, parte del cual se transmitió también en canales de televisión convencional como KBS y Channel A (Search Me, Men in Europe, etc). Otra parte se comparte incluso con Netflix (Hi Cookie, It's Night). El acceso es libre y gratuito en su país, aunque requiere registrarse en el sitio web.
La serie ha sido creada por Choi Sun-mi, dirigida por Jung Heon-soo, y coescrito por Choi y Jeon Sun-young. Choi Sun-mi ha dirigido otras producciones sobre el mundo laboral y el amor entre jóvenes y adolescentes, como New Normal (TVING), A Girl's World y Plum Love. En julio de 2023 se anunció el nombre de los dos protagonistas Kim Ji-eun y Park Solomon. En enero de 2024 fueron añadidos los nombres de Yang Hye-ji y Kim Ho-young en el reparto protagonista.
El 7 de diciembre de 2023 se distribuyeron imágenes de la lectura del guion por el reparto de actores. El cartel principal de la serie se publicó el 9 de enero de 2024, y el día 18 algunos fotogramas de Lomon. El 1 de febrero se presentó la producción. El primer episodio se lanzó el 5 de febrero de 2024, y los sucesivos de lunes a jueves. Además de emitirse por U+ Mobile TV, se suministró a Rakuten Viki, plataforma que llega a más de 190 países del mundo, y a la plataforma japonesa Lemino.